# Portrait de la comtesse de Sorcy-Thélusson
Le Portrait de la comtesse de Sorcy-Thélusson  (titre alternatif portrait de Mme de Sorcy-Thélusson ou Anne-Marie-Louise Thélusson, comtesse de Sorcy) est un tableau peint par Jacques-Louis David en 1790 au début de la Révolution. Avec le portrait de la marquise d'Orvilliers, ce sont les deux portraits des sœurs Louise et Robertine Rilliet, filles du banquier Jacques Rilliet. De mêmes dimensions que le portrait de sa sœur, mais issu de commandes séparées, ce tableau appartient depuis 1971 à la collection de la Neue Pinakothek de Munich.

## Historique
Le 8 mars 1790, Jacques Louis David signe au comte de Sorcy un reçu de la somme de trois mille livres, en paiement de ce portrait : "Je reconnais avoir reçu de Monsieur le comte de Sorcy, la somme de trois mille livres pour prix convenu du portrait de Madame, son épouse, pour solde de tout compte. A Paris, ce 8 mars 1790. David, peintre du Roy".
L’œuvre est présentée par David au Salon de 1791 (no 719 du catalogue).
Ce portrait fut longtemps conservé dans la descendance du modèle, s'étant transmis dans les familles Thellusson de Sorcy, Estièvre de Trémauville, Asselin de Villequier, puis du Fresne de Beaucourt, jusqu'à Jeanne de Beaucourt, à la mort de laquelle, en 1968, il fut vendu à la Pinacothèque de Munich .

## Le modèle
Louise Rilliet, née le 8 février 1770, est morte au château de Morainville, à Mesnil sur Blangy (Calvados) le 24 août 1845. Elle est la fille de Jacques Rilliet banquier à Paris, protestant d'origine genevoise, et de Marguerite Julien.   
Le 10 décembre 1787, elle épouse, à Paris, dans la chapelle de l'hôtel des ambassadeurs de Hollande, Jean Isaac de Thellusson, issu également d'une famille suisse de banquiers protestants, plus tard lieutenant-colonel aux Gardes Suisses, colonel honoraire par brevet du Roi Louis XVIII en 1817, comte de Sorcy en 1821 . Il était le fils de Georges-Tobie de Thellusson, banquier à Paris, et de Marie Jeanne Girardot de Vermenoux.  
En 1791, le buste de Louise Rilliet fut sculpté par Houdon. Une version en marbre de ce buste passe en vente chez Christie's à Paris, le 25 juin 2019 .  

## Pages connexes
- Jacques-Louis David
- Château de Morainville
- Georges-Tobie de Thellusson
- Hôtel Thellusson
- Portrait de la marquise d'Orvilliers